# Armando Cooper
Armando Enrique Cooper Whitaker (født 26. november 1987 i Colón, Panama), er en panamansk fodboldspiller (midtbane). Han spiller i Primera División de Chile for Universidad de Chile, som han har repræsenteret siden 2018.

## Landshold
Cooper har (pr. juni 2018) spillet 96 kampe og scoret syv mål for Panamas landshold, som han debuterede for 7. oktober 2006 i en venskabskamp mod El Salvador. Han var en del af den panamanske trup til VM 2018 i Rusland.